# Městský dopravní podnik Opava
Městský dopravní podnik Opava, a.s. (MDPO) zajišťuje městskou hromadnou dopravu ve statutárním městě Opava. Je členem Ostravského dopravního integrovaného systému a provozují se zde autobusy a trolejbusy. Je zde (jako v jednom z mála českých měst) zaveden jiný způsob odbavování cestujících: je zde umožněn nástup pouze prvními dveřmi a výstup druhými a třetími dveřmi.

## Historie MHD v Opavě
První linkou městské hromadné dopravy v Opavě byla tramvajová linka, na kterou poprvé vyjel vůz číslo 7 dne 4. prosince 1905. Od roku 1952 byly tramvaje postupně nahrazovány trolejbusy; jejich provoz byl v Opavě definitivně ukončen 22. dubna 1956 opět vozem číslo 7.
Provoz trolejbusů byl v Opavě zahájen 24. srpna 1952. Dne 20. října 2013 došlo v trolejbusové vozovně k požáru, který zničil sedm vozů.

### Modernizace autobusového vozového parku
Před rokem 1997 tvořily autobusovou flotilu převážně vozy Karosa. V tomto roce však pořídil dopravní podnik 3 minibusy značky Mercedes-Benz pro obsluhu málo vytížených linek, zajíždějících do okolních vesnic.
V průběhu let 1998 až 2000 došlo k nákupu celkem pěti nových vysokopodlažních autobusů typu SOR B 9,5. V dalších dvou letech následoval nákup tří vysokopodlažních vozů typu SOR B 10,5.
Prvními nízkopodlažními autobusy MDPO se v roce 2000 staly vozy typu Irisbus Citybus 12M, zůstalo však u koupě pouze dvou kusů.
V roce 2002 se v Opavě objevil nový autobus typu Solaris Urbino 12. Do konce roku 2006 bylo pořízeno celkem osm těchto vozů.
V roce 2011 se také v opavských ulicích začaly objevovat nové nízkopodlažní autobusy Irisbus Citelis 12M v celkovém počtu 14 kusů. Ty nahradily staré vozy Karosa řady 700.
V roce 2015 proběhla další vlna modernizace autobusového vozového parku. Bylo pořízeno celkem 15 nových autobusů značky Iveco Bus s pohonem na stlačený zemní plyn, přesněji 8 vozů Iveco Urbanway 12M a 7 vozů Iveco Urbanway 10,5M. Tyto nové a ekologičtější autobusy nahradily všech deset vysokopodlažních autobusů značek Karosa a SOR, ale také pět nejstarších nízkopodlažních vozů, a to oba vozy Irisbus Citybus 12M a tři vozy Solaris Urbino 12. Touto obměnou se stal autobusový vozový park zcela nízkopodlažní.
V průběhu roku 2016 se vedení dopravního podniku rozhodlo postupně zakoupit čtyři ojeté vozy Karosa C 954E, které začal využívat pro příležitostnou nájemnou dopravu. V pravidelné městské hromadné dopravě však využívány nejsou.

#### Vozový park
V únoru 2022 se autobusový vozový park skládal z 34 provozních autobusů, z toho 19 jich bylo s pohonem na CNG.
| Typ                  | Počet vozů (k 4. únoru 2022) | Poznámky     |
| -------------------- | ---------------------------- | ------------ |
| Irisbus Citelis 12M  | 14                           |              |
| Iveco Urbanway 12M   | 8                            | pohon na CNG |
| Iveco Urbanway 10,5M | 7                            | pohon na CNG |
| SOR NS 12            | 5                            | pohon na CNG |